# Dudu (1939–2024)
Dudu, właśc. Olegário Tolóí de Oliveira (ur. 7 listopada 1939 w Araraquara, zm. 28 czerwca 2024 w São Paulo) – piłkarz brazylijski, występujący na pozycji ofensywnego pomocnika.

## Kariera klubowa
Karierę piłkarską Dudu rozpoczął w Ferroviárii Araraquara w 1959. W latach 1963–1975 i 1976 występował w SE Palmeiras. Z Palmeiras dwukrotnie zdobył mistrzostwo Brazylii w 1972 i 1972, Taça Brasil w 1967 oraz pięciokrotnie mistrzostwo stanu São Paulo – Campeonato Paulista w 1963, 1966, 1972, 1974, 1976 roku. W lidze brazylijskiej zadebiutował 8 sierpnia 1971 w wygranym 1-0 spotkaniu derbowym z Portuguesą. W latach 1975–1976 występował w Hiszpanii w Sevilli FC. Po odejściu z Palmeiras występował jeszcze w Confiançe Aracaju, w którym zakończył karierę w 1979 roku. W Confiançe 1 listopada 1979 w przegranym 1-3 meczu z Joinville EC, Dudu po raz ostatni wystąpił w lidze. Ogółem w latach 1971-79 Dudu w lidze brazylijskiej wystąpił w 134 meczach.

## Kariera reprezentacyjna
W reprezentacji Brazylii Dudu zadebiutował 2 czerwca 1965 w wygranym 5-0 towarzyskim meczu z reprezentacją Belgii. Ostatni raz w reprezentacji Dudu wystąpił 28 lipca 1968 w przegranym 0-1 meczu z reprezentacją Paragwaju, którego stawką było Copa Oswaldo Cruz 1968. Ogółem w reprezentacji Dudu wystąpił w 13 spotkaniach i strzelił 1 bramkę.